# Karahöyük, Şehitkamil
Karahöyük là một xã thuộc huyện Şehitkamil, tỉnh Gaziantep, Thổ Nhĩ Kỳ.